# Lista de episódios de Hellcats
Hellcats é uma série de televisão do canal The CW, do gênero comédia e drama, estrelada por Ashley Tisdale, Aly Michalka, Robbie Jones, Hemmens Heather e Matt Barr que estreou em 8 de Setembro de 2010 em sua Primeira Temporada. No Brasil, a série foi exibida pelo canal pago Boomerang. A Serie foi cancelada pelo canal americano The CW.

## Lista de Episódios de Hellcats
|}
| # | Título                                                                             | Lançamento Original     | Lançamento no Brasil   | Audiência EUA (Milhões) e (Demo) |
| --- | ---------------------------------------------------------------------------------- | ----------------------- | ---------------------- | -------------------------------- |
| 01 | "Um Mundo Cheio de Estranhos" A World Full of Strangers"                           | 8 de setembro de 2010   | 27 de Junho de 2011    | 3.02 / 1.2                       |
| Marti Perkins, uma estudante de direito na Lancer University, descobre que sua bolsa de estudos foi cancelada e sua mãe, a irresponsável Wanda, esqueceu-se de avisá-la. Quebrada e desesperada, Marti percebe que o único jeito de conseguir uma nova bolsa é conquistar uma vaga na equipe de líderes de torcida da universidade, a Hellcats. Apesar do confronto com a líder da equipe, Savannah, Marti conquista a técnica Vanessa Lodge, entra na equipe e é catapultada para um mundo mais competitivo do que jamais poderia imaginar. Com seu melhor amigo, Dan, a seu lado, Marti explora esse novo mundo e tem Savannah como sua colega de quarto. Enquanto isso, ela tenta desviar das provocações da também líder de torcida Alice Verdura, que fica instantaneamente com ciúme quando Marti conquista as companheiras de equipe e, possivelmente, o coração de seu ex-namorado, Lewis Flynn. |                                                                                    |                         |                        |                                  |
| 02 | "Eu Faço Uma Pequena Oração" I Say a Little Prayer"                                | 15 de Setembro de 2010  | 4 de Julho de 2011     | 2.64 / 1.1                       |
| Marti fica horrorizada quando vê sua mãe na competição e rapidamente a tira do estádio. A irmã de Savannah, Charlotte, cai e se machuca ao competir pelos rivais da Hellcats, a equipe do Memphis Christian. Savannah luta com a decisão entre ficar e competir com sua equipe ou acompanhar sua irmã até o hospital. Savannah revela a Marti que seus pais cortaram contato com ela quando ela decidiu se transferir da Memphis Christian para a secular Lancer University, o que faz Marti repensar sobre permitir sua mãe nas competições. Lewis enfrenta Alice, preocupado por ela estar colocando em perigo as bolsas de estudo de todos. Dan começa a se interessar por Savannah. |                                                                                    |                         |                        |                                  |
| 03 | "Depois que Escurecer na Rua Beale" Beale St. After Dark"                          | 22 de Setembro de 2010  | 11 de Julho de 2011    | 2.32 / 1.0                       |
| Savannah está nervosa por causa de seu primeiro encontro com Dan, por isso, Marti e Lewis se juntam ao casal e ao resto da equipe em um caótico encontro comunal. Na esperança de se juntar ao grupo de estudos de seu professor, Marti tenta impressionar Julian, que duvida que ela consiga balancear a vida de líder de torcida e sua vida acadêmica. Alice começa a usar analgésicos para voltar à equipe, enquanto a técnica Vanessa quer contar a Derrick sobre seu passado com o técnico Red. |                                                                                    |                         |                        |                                  |
| 04 | "Ninguém Me Ama, Só a Minha Mãe" Nobody Loves Me But My Mother"                    | 29 de Setembro de 2010  | 18 de Julho de 2011    | 2.22 / 1.0                       |
| Lewis chama Marti para um encontro, mas ela recusa. Mais tarde, Alice e Lewis têm uma sessão de malhação juntos depois que ela o convence que vai parar de tomar os analgésicos se em troca ele a ajudar a voltar à antiga forma. Savannah leva Dan para conhecer seus pais em um jantar em sua casa, onde uma ordem da mãe de Savannah dá início a uma grande briga. |                                                                                    |                         |                        |                                  |
| 05 | "Á Canção do Prisioneiro" The Prisoner's Song"                                     | 6 de Outubro de 2010    | 25 de Julho de 2011    | 2.13 / 0.9                       |
| Savannah ameaça sua posição como capitã da equipe quando magoa Alice. Com a oposição de Alice, Savannah convence a equipe a deixar Dan dirigir o vídeo de inscrição, mas deve lidar com as consequências quando as coisas não saem como o planejado. Marti investiga o caso do professor Julian. O confrontro entre Red e Derrick acaba em briga. |                                                                                    |                         |                        |                                  |
| 06 | "Bandeira Esfarrapada" Ragged Old Flag"                                            | 13 de Outubro de 2010   | 1 de Agosto de 2011    | 2.01 / 0.9                       |
| A equipe feminina de volêi desafiam o Hellcats para uma partida de flag football. Lewis treina suas colegas de equipe e Red fica impressionado com suas jogadas. Marti finge estar doente para poder faltar ao jogo e acompanhar uma conferência com Julian. Alice quer trapacear para vencer mas Savannah discorda do plano, causando mais uma briga entre as duas. |                                                                                    |                         |                        |                                  |
| 07 | "Quem Vença o Melhor" The Match Game"                                              | 27 de Outubro de 2010   | 8 de Agosto de 2011    | 2.03 / 0.6                       |
| É noite de encontro para os Hellcats, desesperados para angariar fundos para conseguirem ir às Nacionais, os Hellcats planejam uma noite de encontros. No entanto, as coisas tomam um rumo inesperado após o ex-namorado de Savannah, Noah aparecer e intimidar Dan, Morgan ganha um encontro com a horrorizada Marti e Vanessa é proposta por um homem misterioso que ela suspeita ser Red tentando reconquistá-la. Vanessa se preocupa com a possibilidade de dizer a Derrick sobre o encontro como uma forma de dinheiro para cobrir a viagem dos Hellcats para as Nacionais. Enquanto isso, Lewis (Robbie Jones) continua a manter um segredo da equipe. |                                                                                    |                         |                        |                                  |
| 08 | "No Banco Traseiro de um carro" Back of a Car"                                     | 3 de Novembro de 2010   | 15 de Agosto de 2011   | 1.94 / 0.9                       |
| Para sua festa de aniversário, o Hellcats planejam uma festa dos anos 80 para comemorar, com trajes completos e um número musical da Vanessa. Savannah decide que ela está pronta para passar a noite com Dan e planeja uma noite romântica para os dois, mas as coisas não funcionam exatamente como ela imaginava. |                                                                                    |                         |                        |                                  |
| 09 | "Terminar O Que Começamos" Finish What We Started"                                 | 10 de Novembro de 2010  | 22 de Agosto de 2011   | 1.92 / 0.9                       |
| Savannah fica furiosa com Marti, por manter um segredo sobre Dan e não contar a ela; então ela vai para casa por uns dias para relaxar e se reconectar com sua família. Enquanto isso, Marti entra em conflito sobre seus sentimentos por Dan e Lewis, e foca no caso de Travis (ator convidado Ben Cotton)para manter sua mente ocupada. Vanessa descobre que Bill Marsh (ator convidado Aaron Douglas) tirou o Hellcats do ginásio e chama Red para ajudar |                                                                                    |                         |                        |                                  |
| 10 | "Apostando No Meu Amor" Pledging My Love"                                          | 17 de Novembro de 2010  | 29 de Agosto de 2011   | 2.05 / 0.9                       |
| Uma imagem comprometedora de Alice é vista por toda a escola, humilhando-a. Lewis se sente mal por Alice e concorda em ajudá-la a encontrar o culpado. Os dois descobrem Damian (ator convidado Josh Emerson), um jogador de futebol, é o culpado e ela jura vingança e planeja contar que descobriu que ele é gay. Red e Vanessa ouvem o plano de Alice e tentam impedi-la antes que ela faça algo que ela vai se arrepender. |                                                                                    |                         |                        |                                  |
| 11 | "Pense Duas Vezes Antes de Você Ir" Think Twice Before You Go"                     | 1 de Dezembro de 2010   | 5 de Setembro de 2011  | 1.89 / 0.8                       |
| Marti decide ser honesta com Savannah sobre Dan - Depois do incidente no carro, Dan faz um ultimato para Marti - ou admiti o que ela sente por ele ou a sua amizade acaba. Marti leva Savannah para um churrasco para ajudar a animá-la. Savannah um pouco bêbada demais decide flertar com o DJ, que a coloca em uma posição comprometedora mais tarde naquela noite. Marti decide contar a verdade sobre o que aconteceu entre ela e Dan. |                                                                                    |                         |                        |                                  |
| 12 | "Pai é sempre Pai!" Papa, Oh Papa!"                                                | 25 de Janeiro de 2011   | 12 de Setembro de 2011 | 2.16 / 0.9                       |
| Marti aguenta uma viagem bem tensa com os Hellcats, por ela ter admitido ter ficado com Dan. O pai (ator convidado, Mario Van Peebles) da Alice a surpreende quando aparece para vê-la saltar. Alice conta a Lewis que ela não contou ao pai dela sobre o término deles e nem que ela fora substituída como saltadora. Sem querer desapontar o pai dela, Alice faz chantagem para que Savannah desista de saltar, ameaçando a contar ao grupo que ela ajudou Memphis Christian a conseguir uma passagem de graça às finais. |                                                                                    |                         |                        |                                  |
| 13 | "Sem Depresão" Worried Baby Blues"                                                 | 1 de Fevereiro de 2011  | 19 de Setembro de 2011 | 2.80 / 0.8                       |
| Tentando arrecadar fundos para as seccionais, os Hellcats fazem um calendário sexy e fazem uma festa com a banda 3OH!3, que canta o hit "My First Kiss" com Savannah. Wanda convence Savannah a dizer a mãe dela, Layne, sobre sua irmã Charlotte. Infelizmente, Savannah acaba levando a culpa após Layne dizer que ela é uma má influência. Enquanto isso, Marti decide ir até o escritório de Bill Marsh na esperança de encontrar algo para ajudar Travis. Mas ela acaba se surpreendendo quando encontra Alice no escritório por um outro motivo. Vanessa começa a se perguntar se ainda sente algopor Red. |                                                                                    |                         |                        |                                  |
| 14 | "Lembra de Quando" Remember When"                                                  | 8 de Fevereiro de 2011  | 26 de Setembro de 2011 | 1.69 / 0.7                       |
| Jake pede que Alice ajude-o a começ o disco que prende seu segredo mais escuro mas Alice nega porque ela can' t trai um Hellcat companheiro mas explica a Marti sobre as conseqüências extremos se os segredos saem. Entrementes Marti fora do desespero chama Dan que o diz mais uma vez can' t ajuda-a. Os Hellcats sequestram Marti para seu " Iniciação Ceremony" no grupo. Flashback do savana, da Alice, do Lewis e da Vanessa em como se transformam uma parte dos Hellcats que faça finalmente Marti realizar que ela can' t faz uma decisão no seus próprias. Travis é batido por dois homens na prisão em Bill Marsh' apelação de s de modo que ateie fogo a seu " dos advogados; Marti, Morgan e Julian". Quando Marti recebe as notícias do que aconteceram a Travis ela e savana vêm limpo ao pelotão e pedem a sustentação, que começ finalmente inclusivas Alice. |                                                                                    |                         |                        |                                  |
| 15 | "Deus Deve Ter Deixado Minha Sorte Bem Longe" God Must Have My Fortune Laid Away " | 15 de Fevereiro de 2011 | 3 de Outubro de 2011   | 1.58 / 0.7                       |
| Savannah e Alice fazem uma festa em Lancer, esperando que as festividades tire de suas mentes o fato que as Hellcats podem perder seu financiamento. Marti, Vanessa e Julian bolam um plano que pode fazer Travis ser solto da prisão e salvar as Hellcats. |                                                                                    |                         |                        |                                  |
| 16 | "Chique Dan" Fancy Dan"                                                            | 22 de Fevereiro de 2011 | 10 de Outubro de 2011  | 1.64 / 0.6                       |
| Dan volta para seu brotherc asamento de s, onde Marti e o savana ambos competem para as afeições de Dan. Quando no casamento, Martiexe' cutar, e e o savana ambos vestem-se acima na esperança de ganhar Dan, porém encontra mais tarde que Dan tem uma amiga quem beije na frente do savana e do Marti mais tarde no episódio. Alice sente culpada sobre Jake de convencimento para confessar e recusa visitá-lo na cadeia. Entretanto, uma conversa com Travis convence-a ir-lhe. Dan' o pai de s lembra-o que Marti não é um bom fósforo para ele porque são ambos " trainwrecks" mas o savana incentiva Dan ser uma pessoa melhor e mais maduro. As extremidades do episódio com o Marti e o Dan que concordam permanecer apenas amigos e Dan reunem com o savana depois que pede sua remissão. A torre está começ enviado para fora por um ano com o exército e pede que Vanessa case-o antes que saa. Concorda inicialmente mas no último segundo não pode assinar o certificado de união. A torre supor que it' s por causa do vermelho e quebra acima com a Vanessa, desejando a bem para seu futuro com vermelho, as extremidades do episódio com um beijo entre Dan e o savana. |                                                                                    |                         |                        |                                  |
| 17 | "Não Faça Promessas (Que Não Comprirá)" Don't Make Promises (You Can't Keep)"      | 1 de Março de 2011      | 17 de Outubro de 2011  | 1.46 / 0.6                       |
| Savannah é surpreendida por um segredo eu Charlotte vem escondendo dela. Savannah não consegue acreditar quando Charlotte diz quem é o verdadeiro pai do seu bebê. Marti confronta sua mãe para saber mais sobre seu pai. Os Hellcats descobrem que o Memphis Christian está usando a mesma música que eles para os seus treinos para os nacionais. |                                                                                    |                         |                        |                                  |
| 18 | "Morto Vivo" Woke Up Dead"                                                         | 19 de Abril de 2011     | 24 de Outubro de 2011  | 1.19 / 0.5                       |
| Os Hellcats ajudam Dan com seu reboque curto do filme, envolvendo zombis. Marti continua a investigar perto em seu pai com ajuda de um empregado da loja da música (Michalka AJ). Kelsey, um repórter de compartimento (quem escreveu previamente uma história nos Hellcats) convence Alice trabalhar com ela em expr os atletas que enganam-se em suas atribuições, com o Lewis que é um aqueles atletas. |                                                                                    |                         |                        |                                  |
| 19 | "Antes De Eu Ser Pego" Before I Was Caught"                                        | 26 de Abril de 2011     | 31 de Outubro de 2011  | 0.98 / 0.4                       |
| Marti cuida de seu primeiro caso legal sozinha - Marti convence Julian para que ela possa ser a estudante a representar a Universidade de Lancer no Tribunal de Honra, mas ela logo percebe que o caso é ainda mais pessoal do que se pensava inicialmente. Vanessa e Red ficam chocados ao descobrir que a ex-esposa de Red, Emily , foi contratada para descobrir a sujeira em programas esportivos da Lancer University e de seus funcionários. |                                                                                    |                         |                        |                                  |
| 20 | "Irmã Embrulhada" Warped Sister"                                                   | 3 de Maio de 2011       | 7 de Novembro de 2011  | 1.01 / 0.5                       |
| Como Marti mergulha ainda mais nos segredos de sua família com a ajuda de Julian, seu vínculo com a misteriosa funcionária da loja de música, Deidre (AJ Michalka), fica mais forte. Enquanto isso, Savannah e Kathy Malvada (atriz convidada Magda Apanowicz) discordam sobre o chá de bebê de Charlotte, e Savannah encontra-se com um pouco de dificuldade na escola, não tendo outra opção a não ser pedir ajuda a seus pais. No episódio, Marti e Deidre fazem um dueto de violão de “My Refrigerator Broke”, outra música exclusiva de Dan Bern, e “Mississippi” de Bob Dylan. |                                                                                    |                         |                        |                                  |
| 21 | "Terra de 1.000 Danças" Land of 1.000 Dançarinos"                                  | 10 de Maio de 2011      | 14 de Novembro de 2011 | 1.18 / 0.5                       |
| Lewis entra em um concurso de dança com Kathy na esperança de ganhar um carro novo para seu pai, mas as coisas realmente esquentam quando Alice decide entrar na competição também. Savannah se esforça para ajudar a sua família superar uma grande crise. A ex-mulher de Red, continua a provocar problemas em seu relacionamento com Vanessa. |                                                                                    |                         |                        |                                  |
| 22 | "Estou Cansado de Todos Vocês" I'm Sick Y'all"                                     | 17 de Maio de 2011      | 21 de Novembro de 2011 | 1.16 / 0.5                       |
| Uma epidemia de infecções na garganta ataca a Universidade Lancer, a qual resulta em os Hellcats indo para as nacionais com um menor número de membros e deixando a equipe perigosamente perto de ser desqualificada. Depois do choque de descobrir que estão relacionadas Marti e Diedre acertam algumas coisas em seu relacionamento. O episódio também terá a música da banda 78Violet, Belong Here. |                                                                                    |                         |                        |                                  |